# Santi Domenico e Sisto
Santi Domenico e Sisto ou Igreja dos Santos Domingos e Sisto é uma igreja de Roma e, desde 21 de outubro de 2003, uma igreja titular aos cuidados da Ordem dos Pregadores (dominicanos) e dedicada a São Domingos e ao papa São Sisto II. Está localizada no número 1 do Largo Angelicum no Monte Quirinal, no campus da Pontifícia Universidade São Tomás de Aquino (Angelicum), servindo de igreja universitária.
Seu atual cardeal-diácono é José Tolentino Mendonça, Arquivista e Bibliotecário da Santa Igreja Romana.

## História

### Exterior
A primeira igreja no local, Santa Maria a Magnanapoli, foi construída antes do ano 1000. A atual foi construída por ordem do papa dominicano Pio V. As obras na igreja começaram em 1569 e num convento para freiras dominicanas, em 1575. A planta original é obra de Giacomo della Porta, mas, no decorrer do longo período de construção, que avançou até 1663, diversos outros arquitetos foram envolvidos. A porção inferior da igreja foi projetada por Nicola Torriani e a superior, por Torriani ou Vincenzo della Greca. Este certamente foi o responsável, juntamente com seu irmão Felice, pela fachada barroca em travertino em 1646.
A fachada abriga quatro estátuas. As duas na porção inferior representam São Tomás de Aquino e São Pedro de Verona, ambas de Carlo Maderno. As duas na porção superior, representando São Domingos e São Sisto, são de Marcantonio Canini.
A escadaria dupla no exterior, construída em 1654, foi projetada pelo arquiteto Orazio Torriani.

### Interior
A pintura no teto, representando a "Apoteose de São Domingos", foi produzida em 1674 por Domenico Maria Canuti, com uma moldura trompe l'oeil de Enrico Haffner.
Em 1649, Gian Lorenzo Bernini projetou algumas porções da igreja, inclusive o altar-mor e a primeira capela à direita da entrada. O altar desta capela e o grupo escultural representando o "Noli me tangere" foram executados por Antonio Raggi, pupilo de Bernini, com base nos desenhos do mestre.
A peça de altar na terceira capela do lado sul, de Pier Francesco Mola, é uma "Visão de São Domingos". Na segunda capela do lado norte está o "Casamento Místico de Santa Catarina" (1532), de Francesco Allegrini. Na terceira capela deste mesmo lado está uma "Madona com o Menino" (1460) de Benozzo Gozzoli, um pupilo de Fra Angelico.

## Igreja da universidade
Santi Domenico e Sisto tem servido como igreja universitária para a Pontifícia Universidade São Tomás de Aquino]] desde quando os dominicanos conseguiram recuperar o complexo do convento do governo italiano, em 1927, depois da expropriação da ordem em 1870 por causa da lei suprimindo as ordens religiosas. A igreja é utilizada para celebrar a inauguração solene de cada ano acadêmico, a festa de São Tomás e o encerramento oficial do ano acadêmico. Ela permanece fechada durante o período de férias de verão da universidade, abrindo somente na festa de São Domingos, em 7 de agosto. Com exceção destes serviços religiosos públicos, as visitas precisam ser agendadas com antecedência.

## Galeria

Imagens da igreja
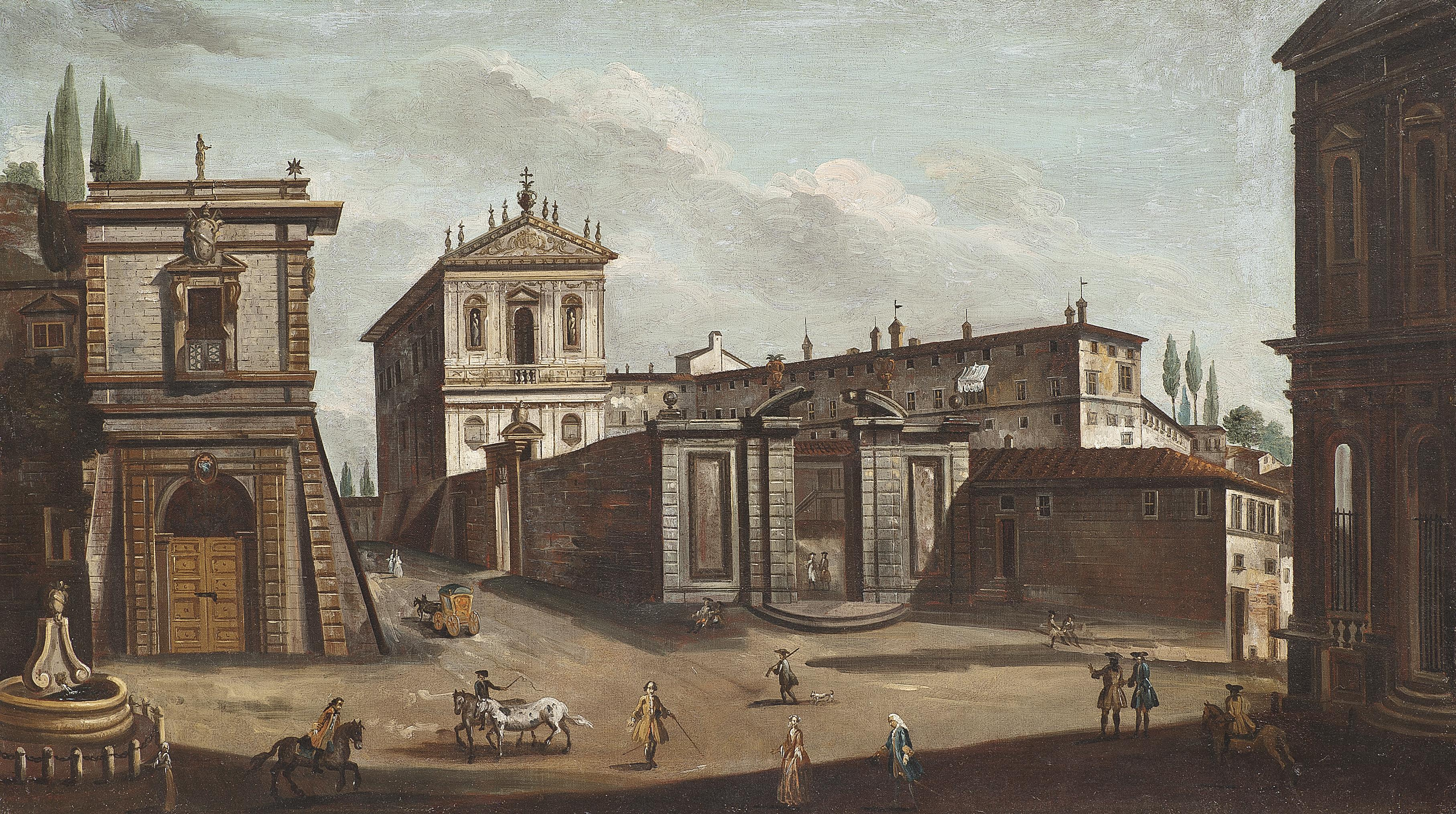
Santi Domenico e Sisto e a vizinha Santa Caterina a Magnanapoli
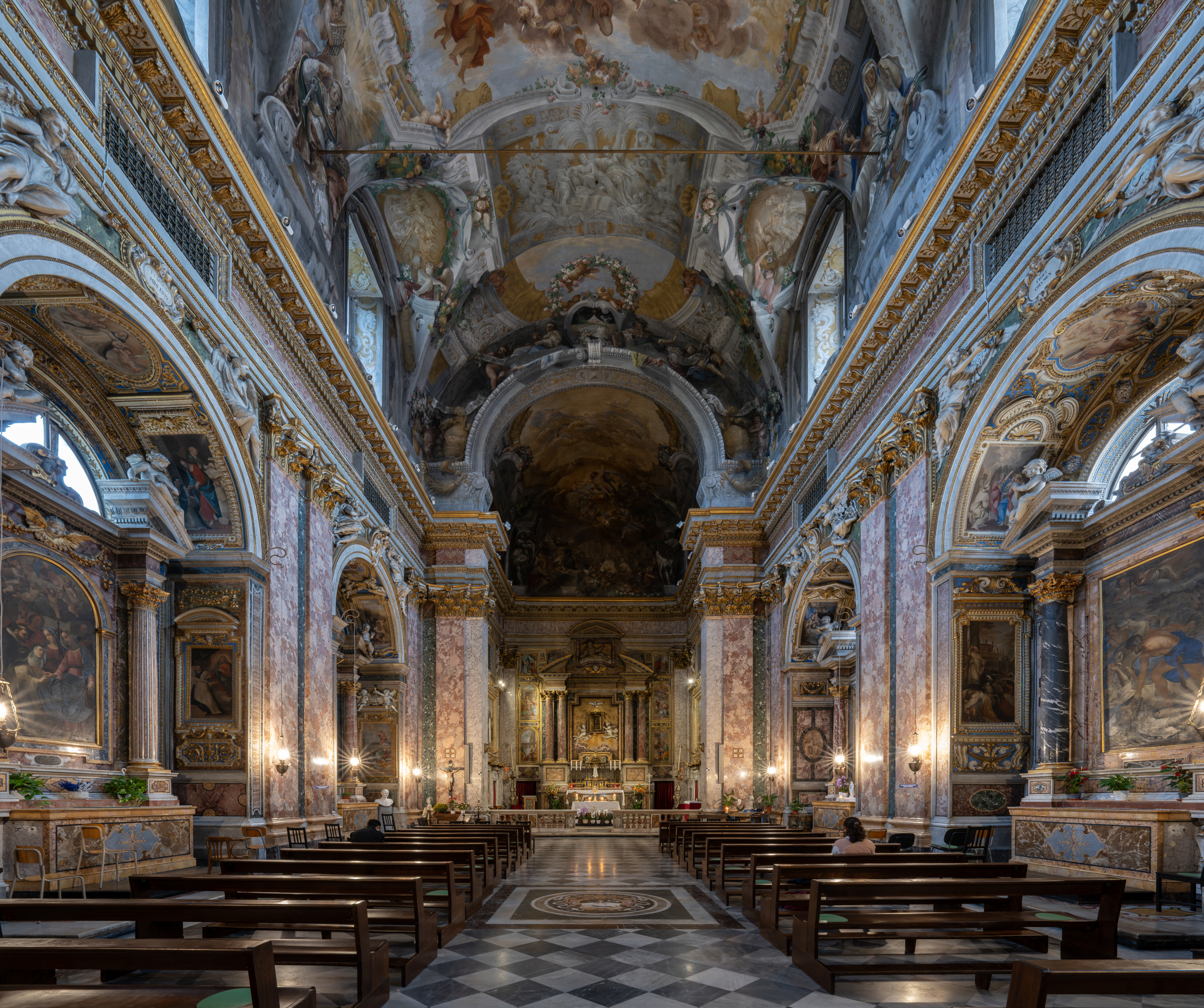
Vista do interior
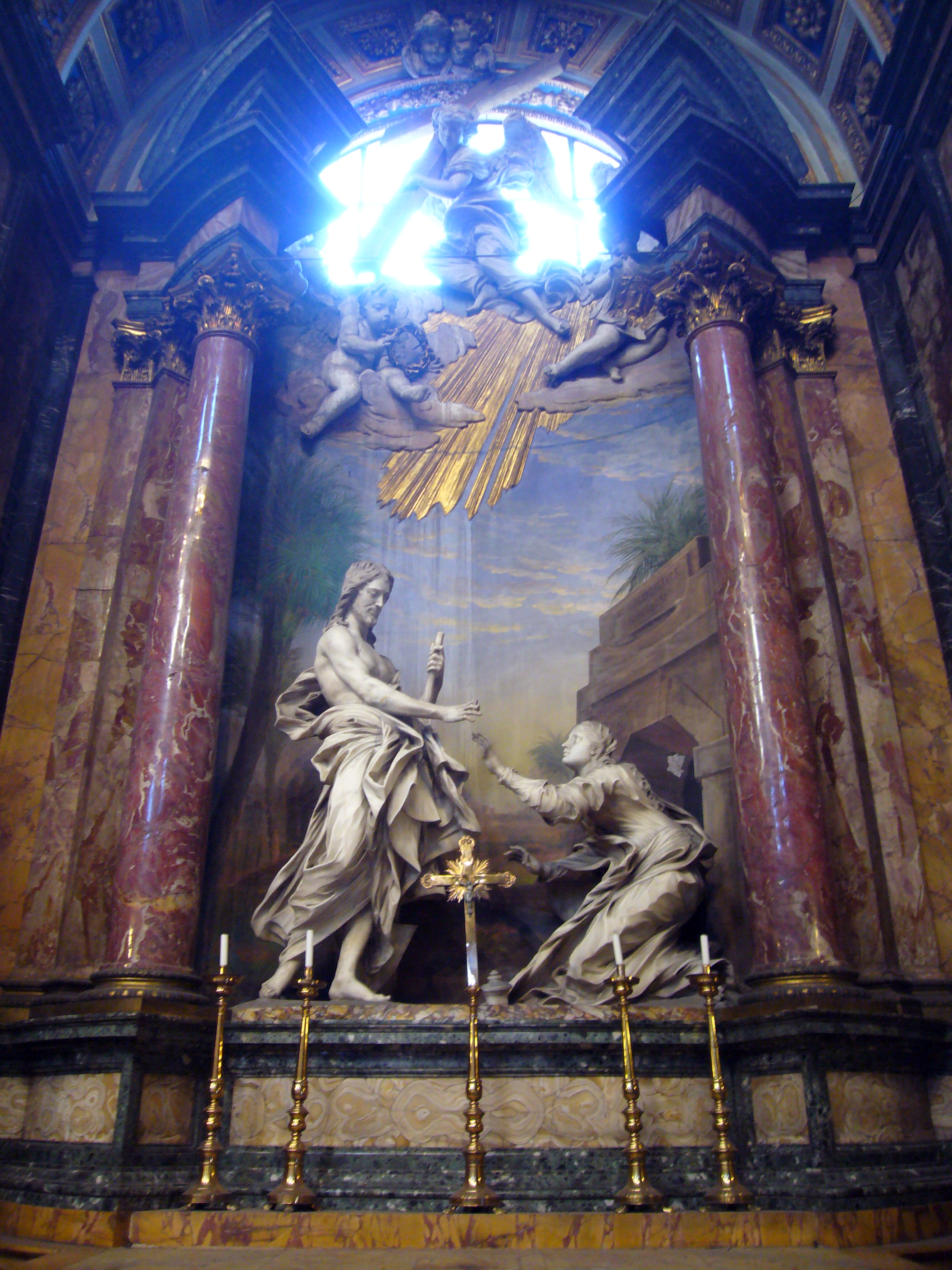
Noli me tangere